# Mike Bossy
Michael Dean „Mike“ Bossy (* 22. Januar 1957 in Montréal, Québec; † 14. April 2022 ebenda) war ein kanadischer Eishockeyspieler. Der rechte Flügelstürmer bestritt zwischen 1977 und 1987 über 700 Partien für die New York Islanders in der National Hockey League (NHL). Nachdem er in seiner ersten Saison mit der Calder Memorial Trophy als Rookie des Jahres geehrt wurde, gewann er mit dem Team Anfang der 1980er Jahre vier Stanley Cups in Folge. Dabei zeichnete man ihn im Jahre 1982 als wertvollsten Spieler der Playoffs mit der Conn Smythe Trophy aus. Zudem errang er mit der kanadischen Nationalmannschaft unter anderem die Goldmedaille beim Canada Cup 1984.
Bossy wird einhellig als einer der besten Torjäger der NHL-Historie gehandelt. Seine Quote von 0,76 erzielten Toren pro Spiel ist in der modernen Ära unerreicht, während er trotz seiner verhältnismäßig kurzen Karriere eine Reihe von bis heute gültigen NHL-Rekorden aufstellte. Zudem führte er die Torschützenliste der Liga in zwei Spielzeiten an (Maurice Richard Trophy), wobei ihm in einer dieser Saisons 50 Tore in 50 Spielen gelangen, als zweitem Spieler mehr als 35 Jahre nach Maurice Richard. Darüber hinaus bestach der Kanadier auch durch seine faire Spielweise, sodass er drei Mal mit der Lady Byng Memorial Trophy geehrt wurde. 1991 wurde er in die Hockey Hall of Fame gewählt, bevor die New York Islanders seine Trikotnummer 22 im Jahr darauf sperrten.

## Karriere
Bossy spielte als Jugendlicher in der Ligue de hockey junior majeur du Québec (LHJMQ) bei den National de Laval. Beim NHL Amateur Draft 1977 wurde der Offensivspieler in der ersten Runde an der 15. Position von den New York Islanders aus der National Hockey League (NHL) ausgewählt, obwohl sich die Scouts skeptisch über seine Defensivfähigkeiten äußerten. Der damalige Cheftrainer der Islanders Al Arbour entgegnete, dass er einen Torschützen benötige und Bossy an seinem Defensivverhalten arbeiten könne. Bei den New York Islanders spielte der rechte Flügelstürmer meist gemeinsam mit Clark Gillies und Bryan Trottier in einer Reihe und entwickelte sich dort zu einem der besten Torjäger in der Geschichte der NHL. Bereits in seiner Rookiesaison erzielte er 53 Tore, gewann die Calder Memorial Trophy als bester Liganeuling und wurde in das Second All-Star Team der NHL gewählt. Er ist der einzige Spieler in der NHL, der in neun aufeinander folgenden Spielzeiten 50 oder mehr Tore erzielte. Lediglich Wayne Gretzky, der als einer der besten Eishockeyspieler aller Zeiten gilt, erzielte ebenfalls neunmal 50 oder mehr Tore. Bossy und Gretzky sind auch die einzigen Spieler, die fünfmal auf 60 oder mehr Tore in einer Saison kamen. Besonders bemerkenswert dabei ist, dass Bossy nach zehn Spielzeiten in der NHL, wovon er die letzte bereits nicht mehr voll absolvieren konnte, seine Karriere verletzungsbedingt beenden musste, Gretzky jedoch doppelt so viele Jahre spielte.
Durch das frühe Karriereende kam es bei Bossy auch nicht zur Verschlechterung der Statistiken, die bei Spielern, die die 30 weit überschritten haben, normalerweise zu beobachten ist. Sein Tore-pro-Spiel Durchschnitt beträgt 76,2 % in der regulären Saison und 65,9 % in den Play-offs. Damit ist er statistisch in der regulären Saison der erfolgreichste Torjäger aller Zeiten und wird in den Playoffs nur von Mario Lemieux (reguläre Saison: 75,4 %, Play-offs: 71,0 %) übertroffen. In der Saison 1980/81 erzielte er 50 Tore in 50 Spielen, was bis dahin nur Maurice Richard, 36 Jahre zuvor, gelungen war.
Bossy war bekannt dafür, Tore aus unmöglichen Situationen zu schießen, so z. B. als er im Fallen nach einem Bodycheck, parallel zum Eis in der Luft liegend, den Puck ins Tor stocherte. Vorbildlich waren außerdem seine Spielweise und sein Auftreten. In einer Zeit, in der es Faustkämpfe und überhartes Spiel auf dem Eis noch häufiger auftraten, kam er mit sehr wenigen Strafminuten aus und beteiligte sich nie an Prügeleien. Für Aufsehen sorgte Bossy, als er öffentlich erklärte, dass er sich an keinerlei Kämpfen auf dem Eis beteiligen würde. Für sein vorbildliches Verhalten erhielt er in den Jahren 1983, 1984 und 1986 dreimal die Lady Byng Memorial Trophy. Außerdem gewann er im Jahr 1982 die Conn Smythe Trophy als bester Spieler während der Playoffs.
Er erreichte mit den Islanders zwischen 1980 und 1984 fünfmal hintereinander das Finale um den Stanley Cup und konnte den Titel bei den ersten vier Teilnahmen jeweils gewinnen. In jenen fünf Playoff-Runden erzielte er 69 Tore. Wayne Gretzky, der mit den Oilers ebenfalls fünfmal das Finale erreichte, schoss in diesen Playoffs nur 59 Tore. Bossy wurde fünfmal als bester Rechtsaußen in das NHL First All-Star Team gewählt, was außer ihm nur drei anderen rechten Flügelspielern gelang, die allesamt wesentlich länger gespielt hatten: Gordie Howe (26 Jahre), Maurice Richard (18 Jahre), und Guy Lafleur (17 Jahre). Im Jahr 1991 wurde Bossy in die Hockey Hall of Fame aufgenommen. Seine Rückennummer 22 wird von den New York Islanders nicht mehr vergeben.
Im Oktober 2021 wurde bei Bossy Lungenkrebs diagnostiziert. An den Folgen der Erkrankung verstarb er im April 2022 im Alter von 65 Jahren in seiner Geburtsstadt Montréal.

## Erfolge und Auszeichnungen
| - 1974 LHJMQ Recrue de l’année - 1977 Trophée Frank J. Selke - 1978 Teilnahme am NHL All-Star Game - 1978 Calder Memorial Trophy - 1978 NHL Second All-Star Team - 1979 Teilnahme am Challenge Cup - 1979 Bester Torschütze der NHL - 1979 NHL Second All-Star Team - 1980 Teilnahme am NHL All-Star Game - 1980 Stanley-Cup-Gewinn mit den New York Islanders - 1981 Teilnahme am NHL All-Star Game - 1981 Bester Torschütze der NHL - 1981 Stanley-Cup-Gewinn mit den New York Islanders - 1981 NHL First All-Star Team - 1982 Teilnahme am NHL All-Star Game - 1982 Most Valuable Player des NHL All-Star Game - 1982 Stanley-Cup-Gewinn mit den New York Islanders | - 1982 Conn Smythe Trophy - 1982 NHL First All-Star Team - 1983 Teilnahme am NHL All-Star Game - 1983 Stanley-Cup-Gewinn mit den New York Islanders - 1983 Lady Byng Memorial Trophy - 1983 NHL First All-Star Team - 1984 Lady Byng Memorial Trophy - 1984 NHL First All-Star Team - 1985 Teilnahme am NHL All-Star Game - 1985 NHL Second All-Star Team - 1986 Teilnahme am NHL All-Star Game - 1986 Lady Byng Memorial Trophy - 1986 NHL First All-Star Team - 1991 Aufnahme in die Hockey Hall of Fame - 1992 Sperrung der Trikotnummer 22 durch die New York Islanders - 1998 Aufnahme in den Temple de la Renommée de la LHJMQ |

### International
- 1981 Silbermedaille beim Canada Cup
- 1981 Bester Torschütze des Canada Cups
- 1981 All-Star-Team des Canada Cups
- 1984 Goldmedaille beim Canada Cup

## Rekorde
- Fünf Spielzeiten mit 60 oder mehr Toren (gemeinsam mit Wayne Gretzky)
- Neun Spielzeiten mit 50 oder mehr Toren (gemeinsam mit Wayne Gretzky)
- Neun aufeinanderfolgende Spielzeiten mit 50 oder mehr Toren (1977/78 bis 1985/86)
- Neun Powerplay-Tore in einer Playoff-Saison (1981; gemeinsam mit Cam Neely)
- Vier spielentscheidende Tore in einer Playoff-Serie (1983 gegen die Boston Bruins)

## Karrierestatistik

### International
| Vertrat Kanada bei: - Canada Cup 1981 - Canada Cup 1984 | Vertrat die National Hockey League bei: - Challenge Cup 1979 |

(Legende zur Spielerstatistik: Sp oder GP = absolvierte Spiele; T oder G = erzielte Tore; V oder A = erzielte Assists; Pkt oder Pts = erzielte Scorerpunkte; SM oder PIM = erhaltene Strafminuten; +/− = Plus/Minus-Bilanz; PP = erzielte Überzahltore; SH = erzielte Unterzahltore; GW = erzielte Siegtore; 1 Play-downs/Relegation; Kursiv: Statistik nicht vollständig)